# Tři zasmání u Tygřího potoka

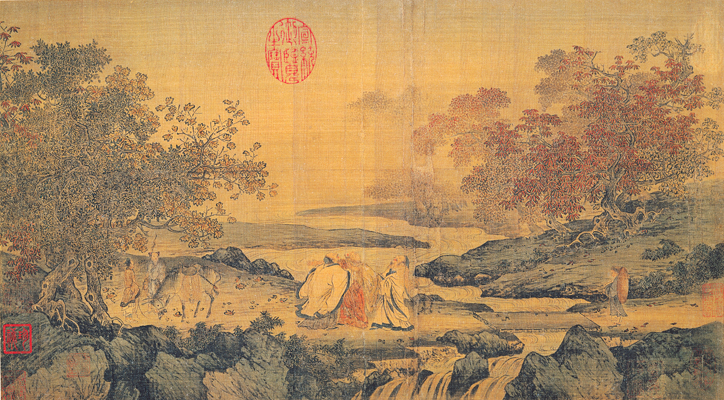
Tři zasmání u Tygřího potoka na malbě z 12. století

Tři zasmání u Tygřího potoka (čínsky 虎溪三笑 pchin-jin hǔ xī sān xiào český přepis chu si san siao) je čínské přísloví, odkazující na představu tří mužů, Chuej-jüana (334–416 n. l.), Tchao Jüan-minga (365–427 n. l.) a Lu Siou-ťinga (406–477 n. l.), jak se smějí u Tygřího potoka na Lu-šanu. Tato představa symbolizuje harmonické soužití konfucianismu, taoismu a buddhismu ve staré Číně.
Představa vychází z příběhu o buddhistickém mnichovi Chuej-jüanovi, který nikdy nešel dále, než k Tygřímu potoku. Při překročení potoka ho měl varovat řev blízko žijícího tygra. Jednoho dne Chuej-jüana navštívil básník Tchao Jüan a taoista Lu Siou-ťing. Při společné procházce všichni tři v zaujetí vzájemným rozhovorem Tygří potok nevědomky překročili. Překročení potoka si uvědomili až při zaslechnutí tygřího řevu a všichni tři se s pochopením zasmáli.
Tento příběh má svůj původ v době dynastie Tchang a stal se oblíbeným za dynastie Sung. Příběh pravděpodobně nemá pravdivý základ, nakolik Lu Siou-ťing je výrazně mladší, než obě další postavy příběhu.